# Floppy disk

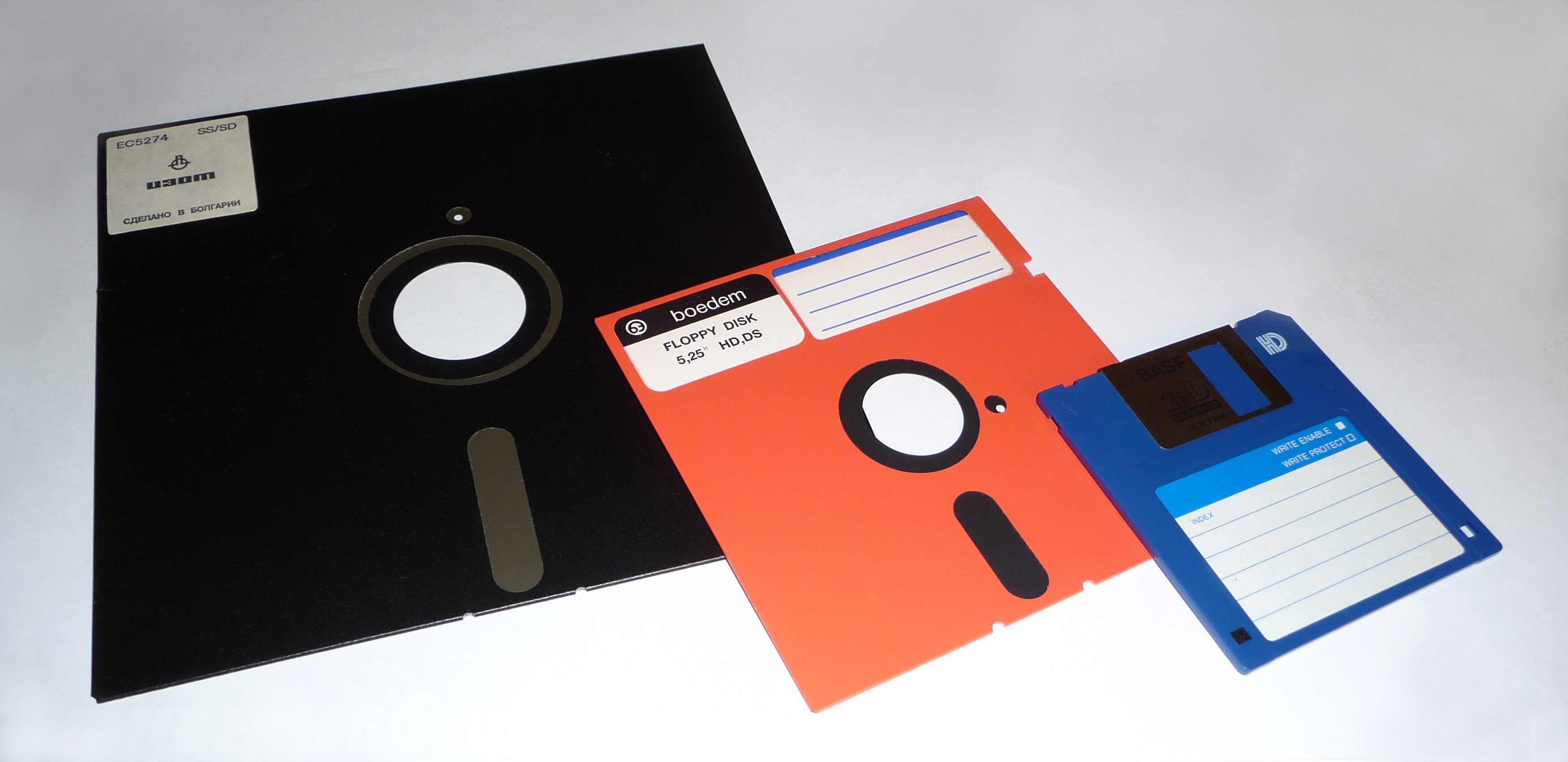
Da sinistra a destra, floppy disk da 8, 5¼ e 3½ pollici

Il floppy disk (chiamato anche dischetto o floppy) è un supporto di memoria digitale di tipo magnetico inventato dalla IBM, molto diffuso tra la fine degli anni settanta e gli anni novanta. Essendo stato per decenni il dispositivo di memorizzazione esterna più usato, l'immagine del floppy disk venne impiegata nell'interfaccia grafica di programmi e siti web per simboleggiare il comando per il salvataggio dei dati e questa funzione rimase anche quando il loro impiego come supporto fisico divenne obsoleto.

## Storia

Struttura di un Floppy disk:
1) Indicatore disco ad alta capacità
2) Perno del disco
3) Linguetta protettiva
4) Plastica dell'involucro
5) Poliestere protettivo
6) Disco magnetico
7) Settore di scrittura

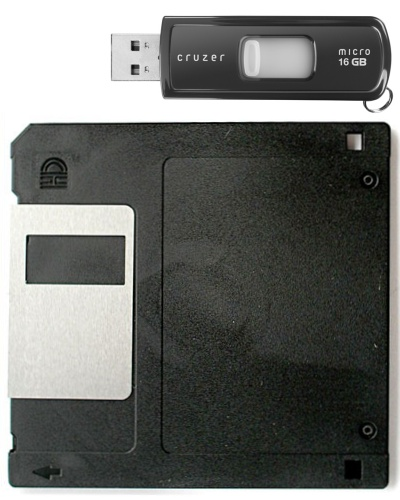
Un floppy da 3½ (1,44 MB) e una chiave USB (16 GB)

Nato nel 1967, subì un continuo sviluppo fino agli anni ottanta, che lo portò a diventare sempre più piccolo e contemporaneamente più capiente, essendo diffusamente utilizzato come memoria di massa economica. All'inizio degli anni novanta, l'aumento delle dimensioni del software costrinse a distribuire molti programmi su più di un floppy disk, inserendo una parte di software in ciascun disco. In quel decennio la distribuzione del software migrò gradualmente verso i CD-ROM e furono introdotti nuovi formati di backup a più grande capacità (ad esempio lo Iomega Zip disk). Un tentativo alla fine del decennio di rilanciare l'uso dei floppy disk fu quello del SuperDisk (LS120-LS240) con una capacità di 120/240 MB, compatibile con lo standard floppy da 3½ pollici, sviluppato dalla Imation, divisione della 3M, senza però riscontrare il favore del mercato. Un supporto di diffusione maggiore fu lo Zip drive, con un formato proprietario non compatibile con i floppy da 3½", più capiente (fino a 750MB), sviluppato dalla Iomega.
Con l'avvento di Internet, delle economiche reti Ethernet e delle pendrive USB, i floppy disk diventarono obsoleti anche nel trasferimento dati e furono totalmente dismessi ed eliminati dal mercato (all'incirca nella prima metà degli anni 2000).
I produttori di computer, inizialmente riluttanti a rimuovere le unità floppy disk (tipicamente da 3½) dai loro nuovi modelli di PC per conservare la retrocompatibilità, ne rimossero gradualmente i supporti fino alla loro totale scomparsa. Apple fu il primo produttore ad eliminare del tutto le unità floppy disk dai propri modelli con l'uscita dell'iMac nel 1998, mentre la Dell li propose come aggiuntivi fino al 2003. Sony annunciò che da marzo 2011 avrebbe terminato la produzione di floppy disk. Verbatim anche se in un primo momento dichiarò di aver intenzione di continuare la loro produzione, decise, tuttavia, di cessarla nel 2015.

## Tipologia

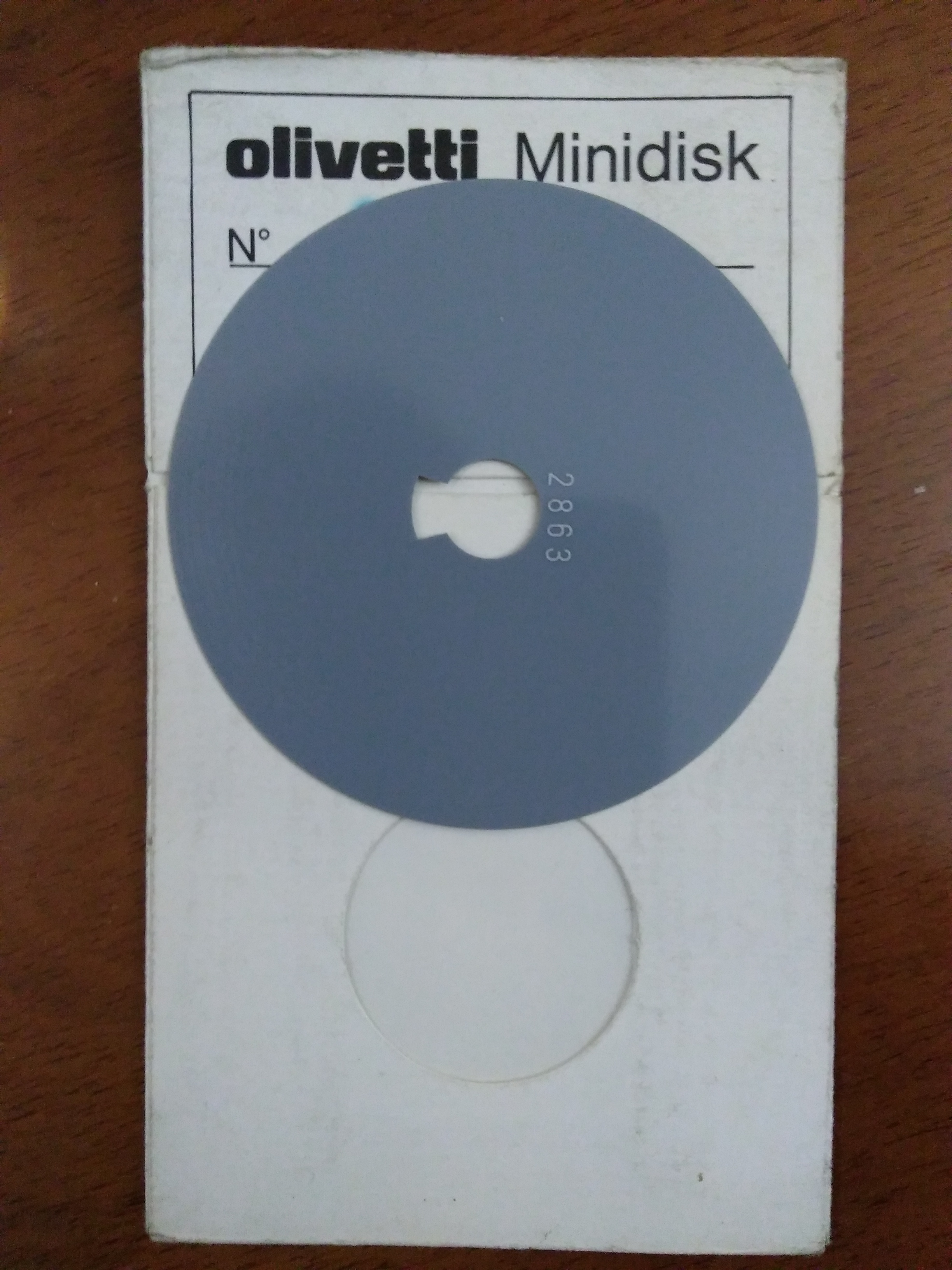
Minidisk Olivetti da 2,5 pollici

I floppy disk, raggruppati per dimensioni, sono di tre tipi: quelli originali da 8 pollici (oltre 20 cm di lato), fortemente voluti e introdotti da IBM; i floppy da 5,25 pollici (oltre 13 cm di lato), detti anche «mini floppy disk», familiarmente chiamati anche «minifloppy», e, come noto, evoluzione inventata e diffusa inizialmente da Shugart e la Wang Laboratories per cui lo stesso Alan Shugart lavorava; infine quelli da 3,5 pollici (8,89 cm di lato), chiamati anche «micro floppy disk» o solo «microfloppy» o ancora con la loro sigla «MFD», come voluto dall'azienda che li ideò, la Sony.
I tipi comuni vengono normalmente indicati con le seguenti grafie alternative brevi:
- floppy disk (formato nativo): FD, FD 8"
- mini floppy disk: FD 5.25", FD 5¼, FD 5¼"
- microfloppy disk: MFD, FD 3.5", FD 3½, FD 3½"

Oltre a questi formati, esisteva anche un formato FD 2½" (o PRD, o ancora Perpendicular Recording Disk) inventato in origine da Valdemar Poulsen, poi perfezionato da Shun-Ichi Iwasaki, e quindi sviluppato da Nakamura e Hitachi applicandolo ai dischi magnetici digitali all'interno di un modello attuabile in scala industriale. Questo formato, decisamente meno usato, fu finito di realizzare e introdotto quindi a livello commerciale dalla Maxell (all'epoca peraltro già acquisita da Hitachi). Questi supporti permettevano una densità 10 volte maggiore rispetto ai concorrenti, ma il successo ne fu ostacolato dalla complessità costruttiva molto superiore e dai costi di produzione non favorevoli, ma l'idea è stata poi riciclata introducendola nel campo degli hard disk sempre ad opera di Hitachi e con nuovi brevetti anche di Toshiba.
Furono pressoché meteore e di scarsa diffusione, invece, altri due formati: FD 3¼" della Dysan e FD 3" di Hitachi.
La densità dei floppy disk veniva indicata con le seguenti sigle:
- SD = Single Density (densità singola)
- DD = Double Density (doppia densità)
- QD = Quad Density (quadrupla densità)
- HD = High Density (alta densità)
- ED = Extra-high Density (densità extra)
- LS = Laser Servo
- HiFD = High capacity Floppy Disk
- SS = Single Sided (singola faccia di memorizzazione)
- DS = Double Sided (doppia faccia di memorizzazione)

Comunemente detti floppy (in inglese diskette, nome volutamente scelto per essere simile alla parola cassette), erano diffusissimi negli anni ottanta e negli anni novanta, usati su piattaforme di home e personal computer come l'Apple II, il Macintosh, il Commodore 64, l'Amiga e il PC IBM al fine di distribuire software, trasferire dati tra più calcolatori, fare piccoli backup o comunque salvare dati da riutilizzare.
Prima che i dischi rigidi divenissero popolari sui PC, i floppy disk erano spesso usati per memorizzare anche il sistema operativo dei PC, il software applicativo e altri dati. Molti computer domestici avevano il kernel primario del proprio sistema operativo memorizzato permanentemente in una memoria ROM, ma il resto del sistema operativo era su un floppy disk che doveva essere inserito ogni volta che si accendeva l'elaboratore, sia che si trattasse di un sistema proprietario, sia di CP/M, sia, più tardi, del DOS.

### Floppy disk da 8 pollici

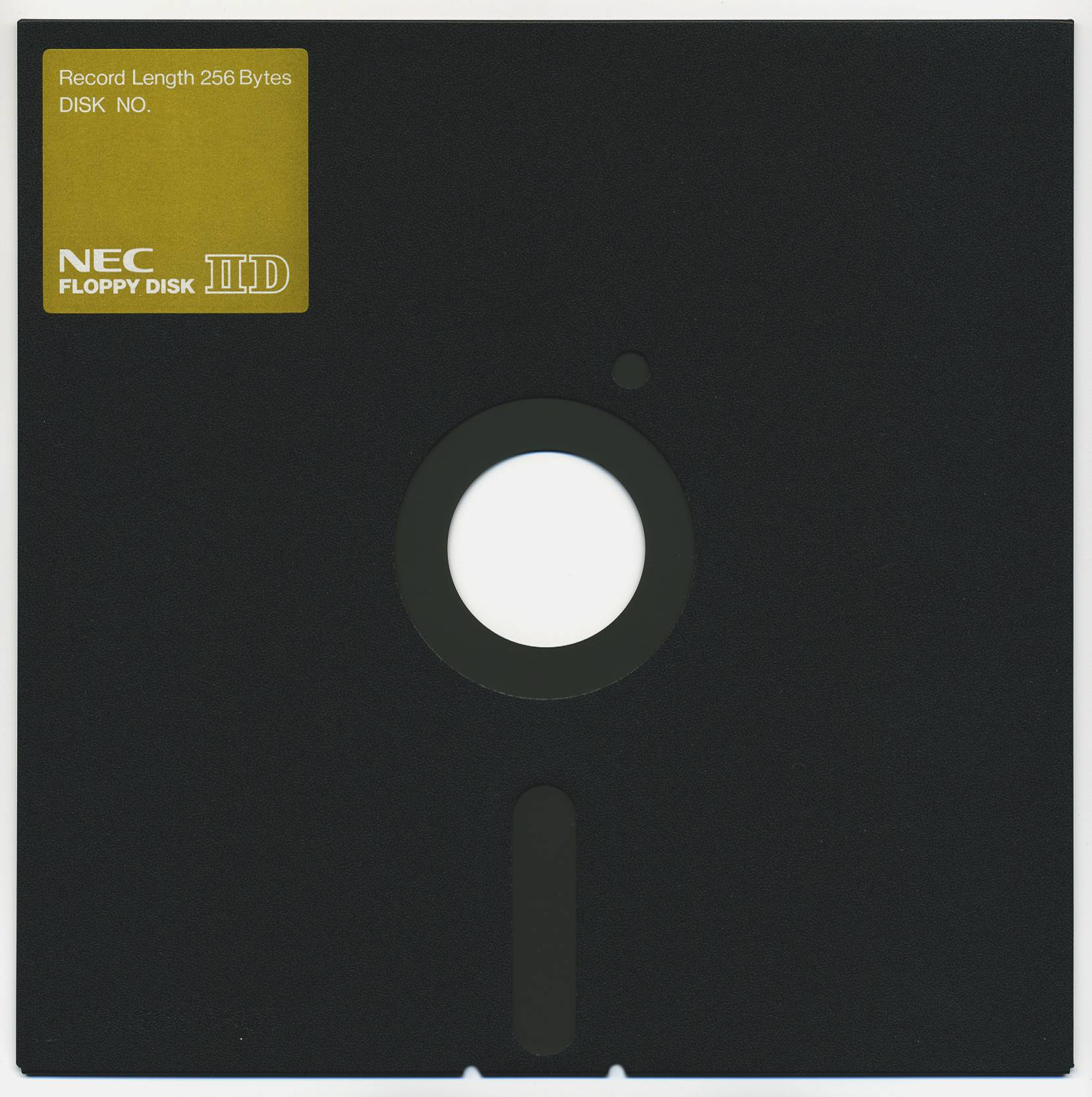
Un floppy disk da 8 pollici

I floppy disk nacquero nel 1967 quando l'ingegnere fisico Alan Shugart, che nell'IBM ricopriva il ruolo di Direct Access Storage Product Manager, mise a punto un sistema semplice e poco costoso per caricare microcodice sui suoi mainframe System/370. Il risultato fu un disco di sola lettura, di 8 pollici (20 cm) di diametro, chiamato "memory disk". La prima commercializzazione è avvenuta nel 1971.
La prima azienda a incorporarlo in un personal computer fu la Olivetti, presentando alla fiera di Hannover nell'aprile del 1975 il P6060.
Il dischetto aveva una capacità di 79,7 kB, su un lato singolo, a densità singola.
Negli ultimi anni di vita, venne creato il dischetto da 1,2 mb che sfruttava entrambi i lati e con alta densità.

### Floppy disk da 5¼ pollici

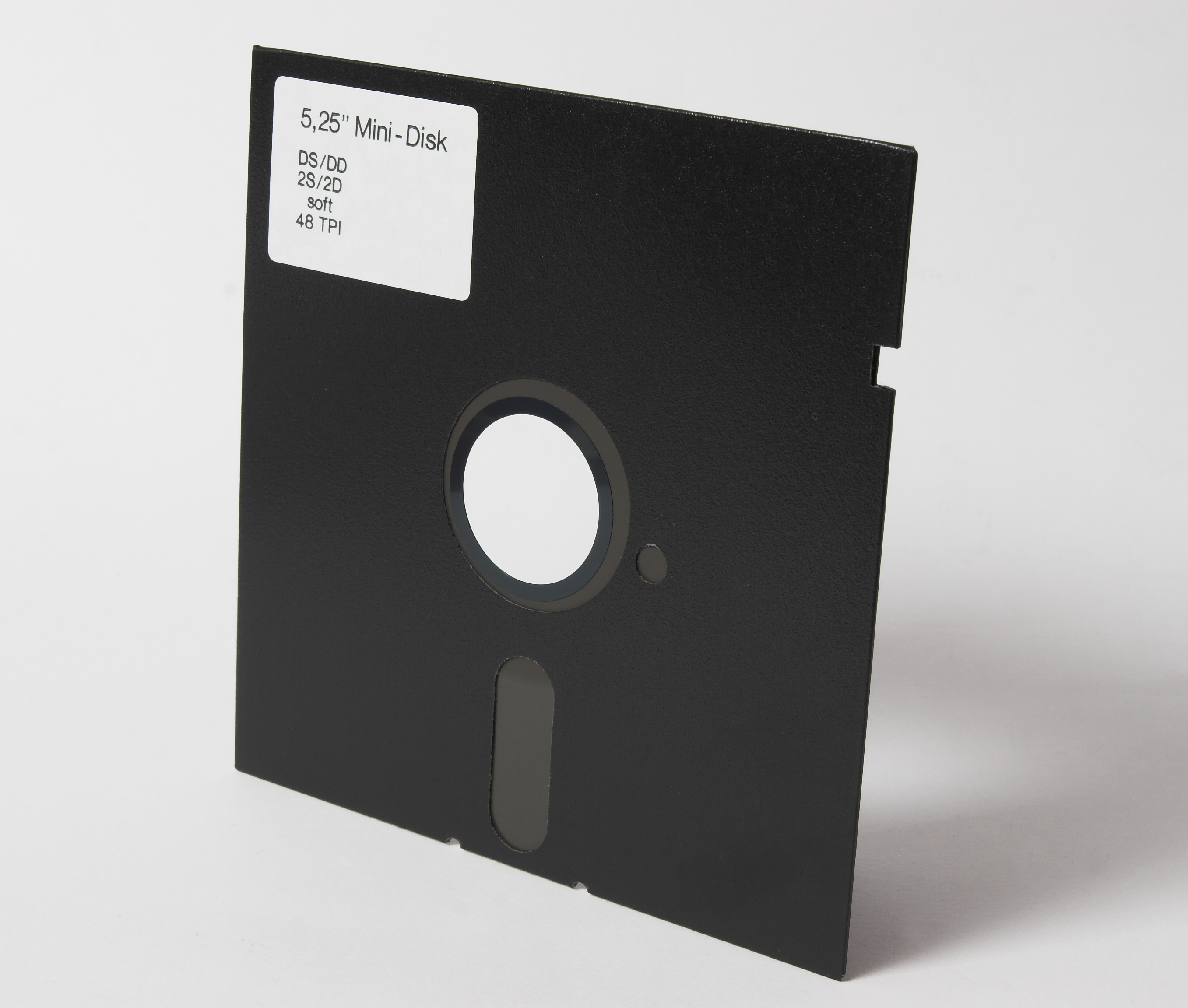
Un floppy disk da 5¼ pollici

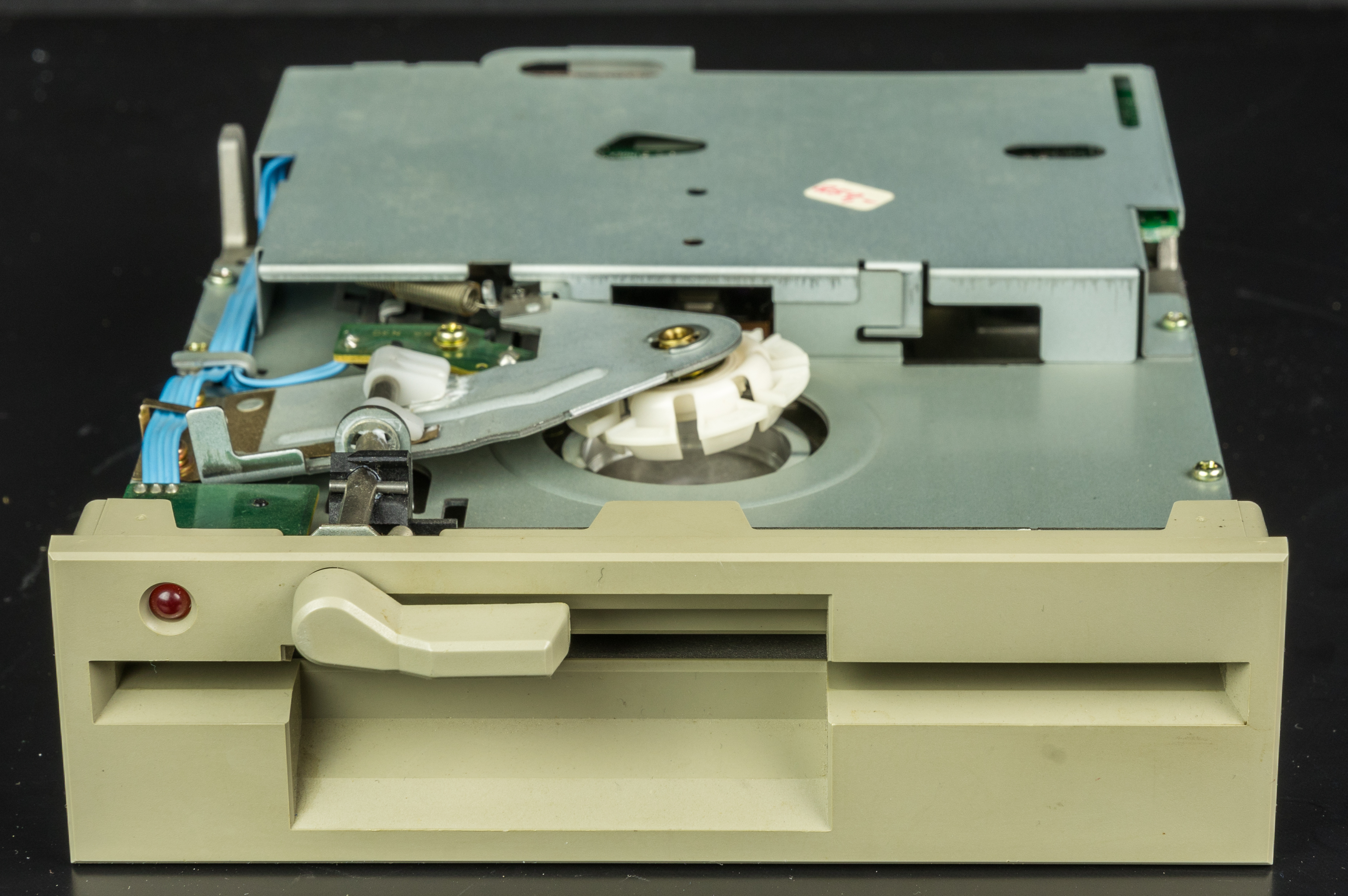
Drive per floppy da 5¼ pollici

I floppy disk da 5¼ pollici avevano un largo foro circolare al centro e una piccola apertura ovale su entrambi i lati della plastica per permettere alle testine di leggere e scrivere i dati. Il supporto magnetico veniva fatto girare attraverso un albero motore che entrava nel foro centrale.
Un piccolo incavo sul lato destro del floppy serviva per identificare se era in modalità di sola lettura oppure se era possibile scriverci sopra. Questo veniva rilevato da un interruttore meccanico o da un fototransistor.
Per proteggere il disco dalla scrittura era necessario chiudere l'intaglio laterale con una piccola etichetta autoadesiva.
Un'altra coppia di LED e fototransistor posti vicino al centro del disco servivano per rilevare un piccolo foro praticato nel disco e sincronizzare il sistema di lettura/scrittura con la rotazione del disco.
Esistevano anche dei dischi forniti di una serie di fori utilizzati per identificare i singoli settori, tali dischi erano denominati hard sector in contrapposizione a quelli con un foro singolo, denominati soft sector.
Alcuni sistemi operativi, quali ad esempio l'Apple DOS, non usavano tale metodo di indicizzazione, e quindi i drive usati da tali sistemi non avevano il sensore del foro di indicizzazione.
All'interno il disco era separato dalla custodia da uno strato di un particolare tessuto avente la funzione di ridurre l'attrito tra il media e la custodia esterna e di mantenerlo pulito bloccando la polvere.
La custodia esterna era di solito composta da un foglio ad unica sezione, ripiegato con i lembi incollati o termosaldati.
Esistevano quattro tipi di dischi (le capacità sono riferite alla formattazione con MS-DOS a file system FAT):
- Singola faccia, densità singola capacità formattata 160 kB (usati sul PC IBM)
- Doppia faccia, doppia densità capacità formattata 360 kB (Usati dal IBM XT e dai sistemi compatibili)
- Doppia faccia, alta densità capacità formattata 1200 kB (usati sul IBM AT e successivi)
- Doppia faccia, densità estesa capacità formattata 2400 kB (modelli rari)

I drive forniti con molti home computer, come ad esempio il 1541 del Commodore 64, erano del tipo a singola faccia e non usavano il foro di sincronizzazione.
Per poter utilizzare il secondo lato del disco era necessario ricavare una seconda "tacca" sul bordo del disco per abilitare la scrittura sul secondo lato.
L'intervento era realizzabile in pochi secondi con un comune paio di forbici, ma ci fu ugualmente un fiorente mercato di strumenti specifici, chiamati disk notcher. I floppy così modificati venivano chiamati flippies.
Ovviamente era necessario sfilare il floppy dal drive e reinserirlo capovolto per sfruttare la seconda faccia, ma il risparmio era notevole (nei primi anni ottanta un singolo floppy poteva costare anche 10-15 000 lire).

### Floppy disk da 3½ pollici

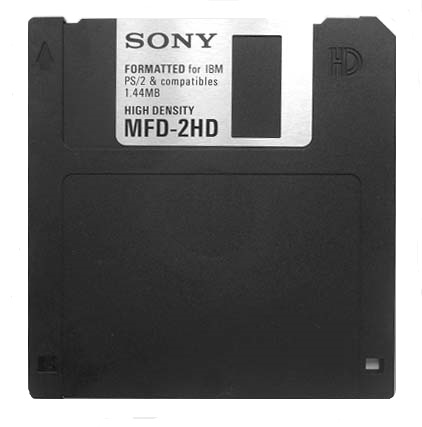
Un floppy da 3½ pollici ad alta densità, capacità 1,44 MB

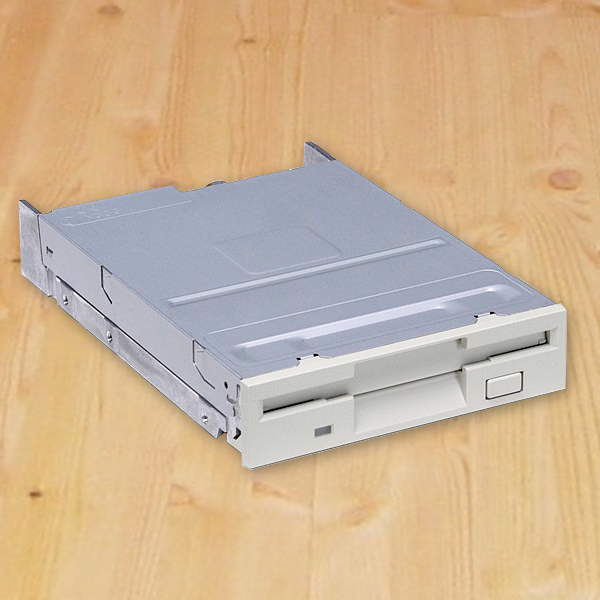
Drive per floppy da 3½ pollici

Il floppy da 3½ pollici, inventato dalla giapponese SONY, è composto da una custodia in plastica rigida, con all'interno un sandwich composto da tessuto - supporto magnetico - tessuto, come sui dischi da 5¼. Presenta su entrambi i lati una piccola apertura che permette di leggere e scrivere i dati, protetta da una copertura metallica a molla che viene spinta lateralmente scoprendo l'apertura quando viene inserito nel drive. Oltre a ciò, la parte frontale ha lo spazio per un'etichetta, mentre il retro ha al centro un'apertura per permettere al motore di ancorarsi a un disco metallico incollato al supporto magnetico e far ruotare il supporto.
La custodia è di forma rettangolare (90 × 94 mm), con uno smusso presente nella parte superiore destra: ciò serve per evitare che il disco possa essere inserito nel drive dal lato errato. Tuttavia, sull'angolo superiore sinistro, è normalmente presente una freccia per indicare il corretto verso di inserimento.
Sono inoltre presenti uno o due fori in prossimità dell'estremità inferiore: il foro di sinistra è utilizzato per la protezione da scrittura ed è dotato di un meccanismo che permette di chiuderlo. Il disco può essere scritto solo con il foro chiuso. Il foro di destra è presente solo sui dischi ad alta densità (capacità 2 MB non formattati, equivalenti a 1440 KiB sui sistemi MS-DOS) e serve a distinguerli da quelli a doppia densità. I due fori distano tra loro 8 cm, come i fori di un foglio A4 perforato, fatto che permette di infilare comodamente il disco in un raccoglitore ad anelli di tipo europeo.
Anche per questo tipo di dischi si diffusero in breve tempo macchine perforatrici che consentivano di ricavare sui dischi a doppia densità il secondo foro sulla custodia, permettendo ai computer di formattarlo in alta densità (da 720 kibibyte a 1440 kibibyte). Il risparmio economico era notevole, sebbene l'affidabilità generale risultasse sensibilmente ridotta.
Nel 1991, vennero realizzati dalla IBM i nuovi floppy ED (densità estesa) che raddoppiò la capacità dei floppy fino a 2,88 MB, ma quando vennero commercializzati, il costo elevato di produzione dei dischetti ED rispetto a quelli comuni da 1,44 MB, insieme al costo elevato dei lettori stessi, ne risultò la diffusione pressoché scarsa, dopodiché, dopo dell'introduzione del ZIP drive e CD-ROM questo formato non venne mai adottato in massa nel mercato, risultando solo utilizzato in contesti dove erano già presenti questi lettori, in quanto poi i dischetti ED potevano essere letti solo da un lettore floppy ED
I dischetti da 3½ sono stati prodotti principalmente in tre formati tutti a doppia faccia: (le capacità sono riferite alla formattazione con MS-DOS file system FAT)

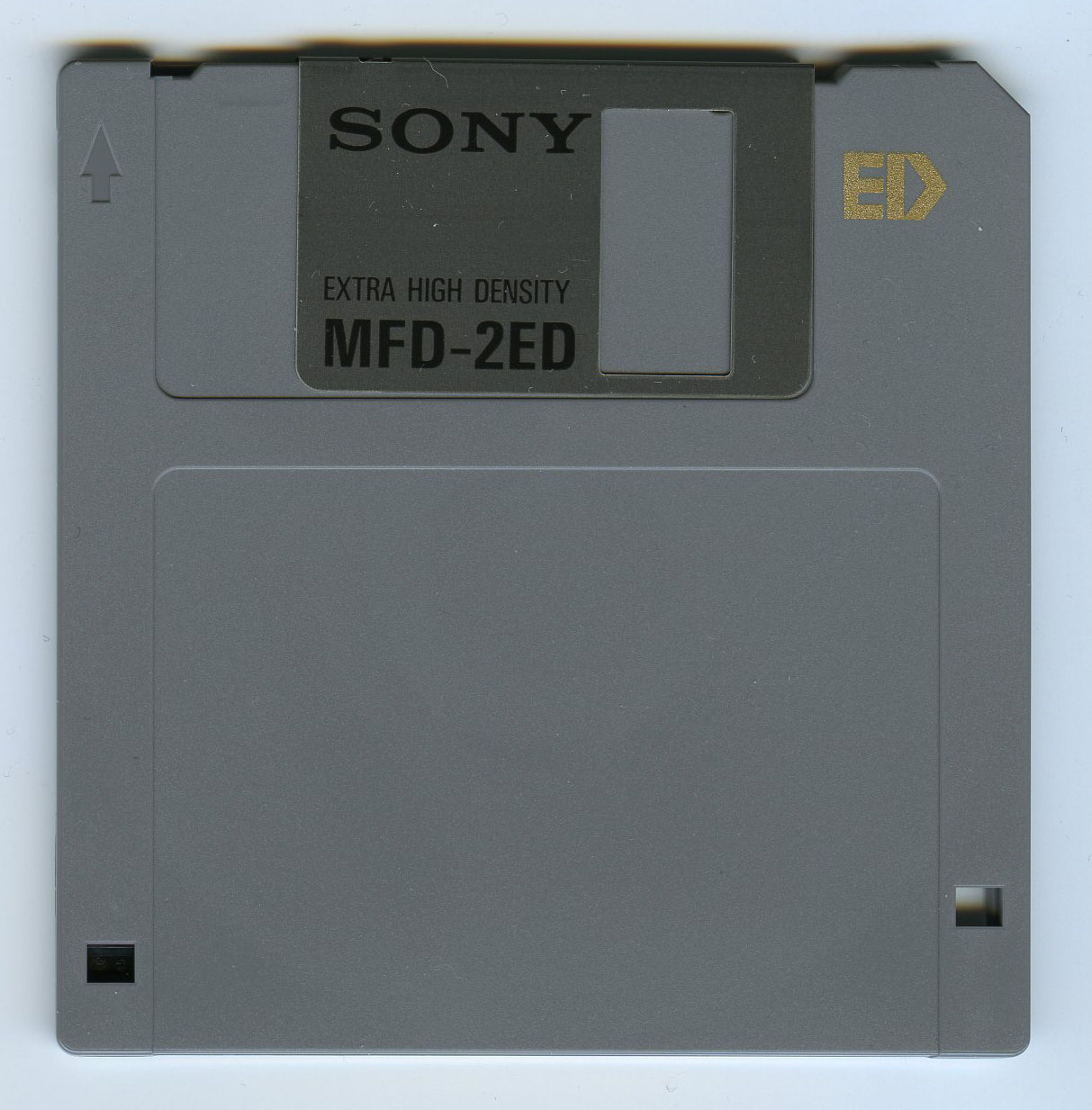
Un floppy disk a densità extra (MF2ED) da 2,88 MB. La sigla HD è cambiata in ED in alto a destra. La posizione del secondo buco della densità a destra è diversa rispetto al classico floppy HD da 1,44.

- DD - Double Density, doppia densità, capacità formattata 720 kbyte, 1 MB non formattato (presentano solo un foro per la protezione da scrittura)
- HD - High Density, alta densità, capacità formattata 1440 kbyte (effettivi 1380 kB), non formattata 2,0 MB (presenta due fori simmetrici)
- ED - Extra Density, densità extra, capacità formattata 2880 kbyte, non formattati 4,0 MB (Utilizzati solo su alcuni PC Olivetti e IBM PS/2, non compatibili con i formati precedenti ed anche all'epoca scarsamente diffusi per il costo elevato sia dei dischetti che dei lettori stessi, ed oggi difficilmente reperibili), richiede che il floppy controller sulla scheda madre sia in grado di gestire il lettore da capacità superiore, altrimenti il BIOS non rileverà il lettore o lo riconoscerà come un normale lettore da 1,44 MB.

Microsoft formattava i propri floppy disk per l'installazione su Windows 98 a 1680 kbyte (1740 kB) con il formato DMF, invece che la formattazione classica IBM da 1440 kB, impedendo di usare il comando DISKCOPY del MS-DOS per fare una copia dei dischi di installazione, e sono illeggibili da XP in poi, richiedendo una nuova formattazione per risultare leggibili.

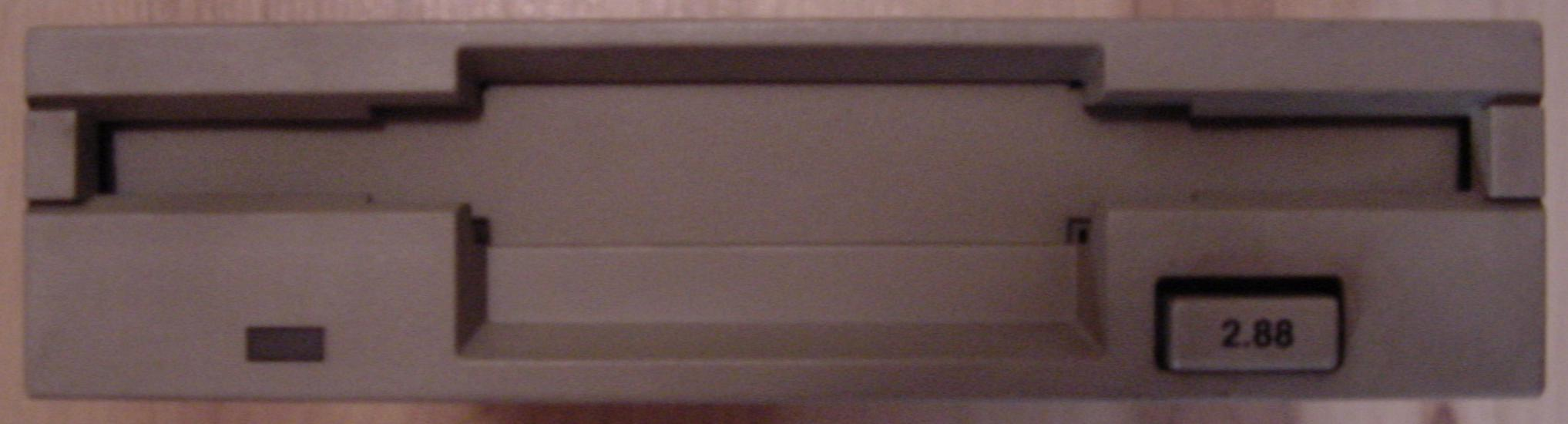
Un lettore Floppy disk da 2,88 MB; notare la scritta "2.88" sul tasto di espulsione.

Anche se i dischetti formattati con questo sistema sono gli stessi floppy HD che presentano però 21 settori per traccia invece che i 18 del classico, a costo di un abbassamento dell'affidabilità e longevità del supporto.
Programmi di formattazione di terze parti, eseguite su MS-DOS, come Nformat e Myformat sono in grado di riconoscere e formattare i dischetti da 1,44 al formato 1,68.

### Tentativi di rilancio e modelli successivi

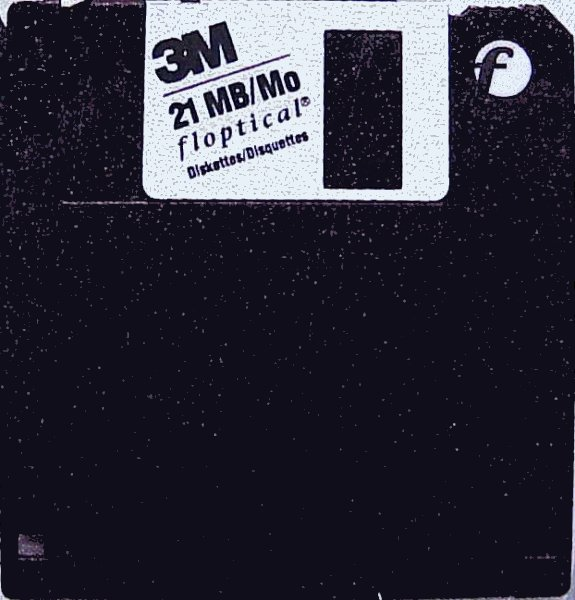
Un dischetto Floptical da 21 MB

Nel 1994 Iomega lanciò il lettore ZIP, con dischetti ottici con capacità iniziale a 100 MB, non compatibili con i formati precedenti, interni a interfaccia ATA ed esterni con connessione seriale; di quest'ultimo negli ultimi anni venne realizzata la versione con connessione USB.
La capacità dei lettori ZIP venne incrementata inizialmente a 250 MB, poi successivamente a 700 MB.
Nel 1996, venne lanciato dalla Imation il lettore LS (Laser Servo) che conservò l'interfaccia fisica per la compatibilità con i dischetti 3½ da 1,44 MB, ma che usava dischetti che inizialmente avevano la capacità da 120 MB, portata poi a 240 MB.

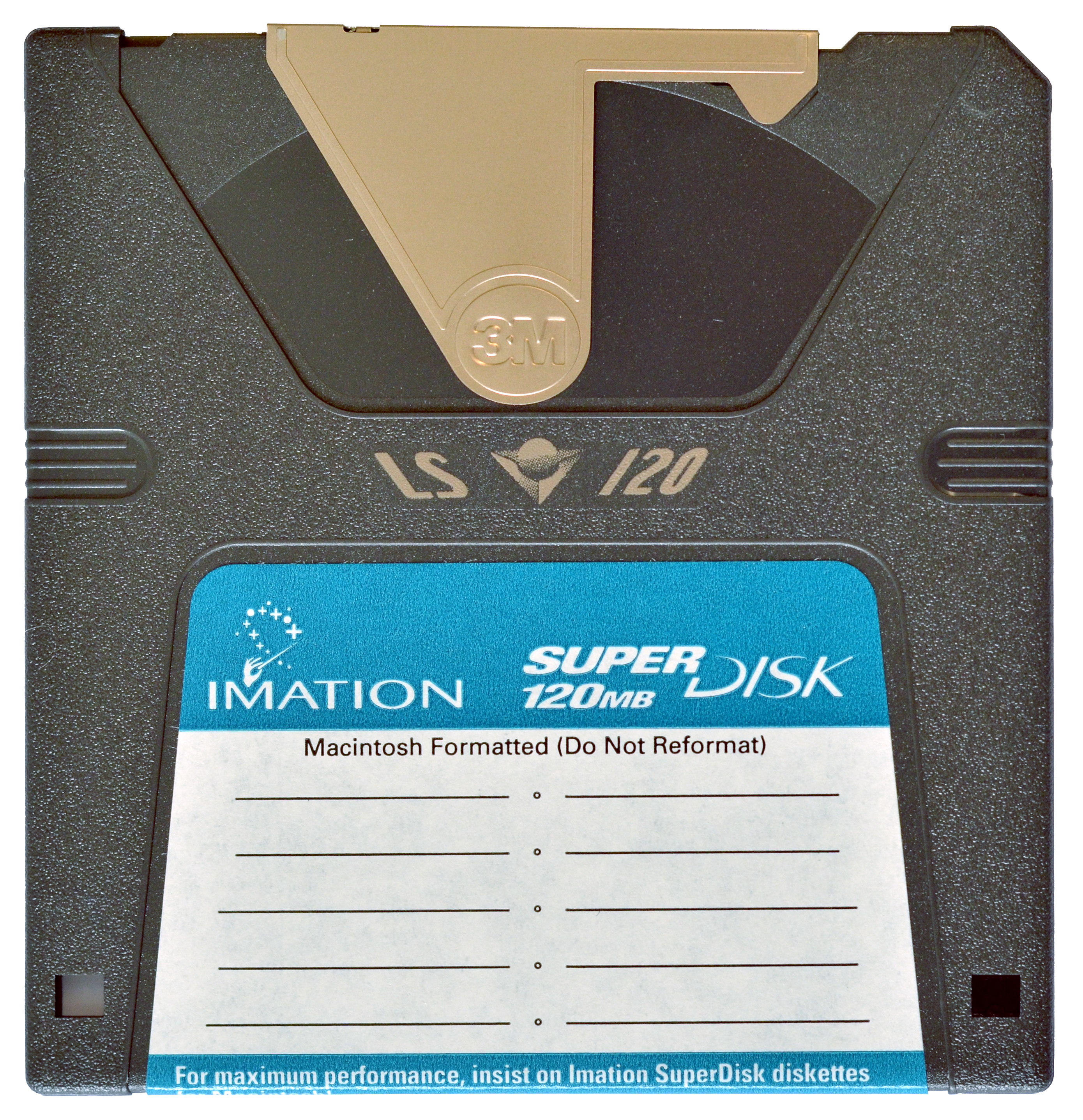
Un "Superdisk" (disco magnetico-ottico) sviluppato dalla imation, capacità di 120 MB

Nel 1998, la Sony realizzò il Hi-Fd (Disco floppy ad alta capacità) da 200 MB, mentre conservava la compatibilità con i modelli precedenti da 700 e 1400 kB, ma il Hi-FD, che dovette competere con la Iomega e l'arrivo dei CD-ROM, fece interrompere la produzione di questo modello nel 2001.
Alla fine degli anni '80, per via dell'incremento delle dimensioni del software, vennero lanciati i nuovi lettori e dischetti Floptical, ossia dischetti magneto-ottici che conservavano le caratteristiche fisiche dei normali floppy da 3½, ma che al suo interno erano dischi ottici (simile al CD) anziché del normale tessuto-magnetico che portavano la capacità massima inizialmente a 21 MB, e molti produttori realizzarono lettori che erano compatibili con i vecchi dischetti.
Nel corso degli anni, sono stati poi sviluppati lettori magneto-ottici con capacità sempre maggiori, anche se non riuscirono ad entrare nel mercato di massa.

## Formati proprietari

### L'Apple Macintosh
Il floppy disk drive dell'Apple Macintosh, come è stato prima accennato, nella sua primigenia versione usava diskettes da 3,5 pollici, con uno standard di formattazione incompatibile con qualsiasi altro sistema, in quanto il drive formattava i dischi e li leggeva con un sistema meccanico a velocità variabile.
I dischi da 800 kB (doppia densità), quindi, non potevano essere letti/scritti né dai PC, né da altre piattaforme. Con l'aumentata esigenza di compatibilità del mondo Macintosh verso l'esterno, ed in particolare con lo standard PC, Apple abbandonò la tecnologia a velocità variabile ed introdusse i floppy disk ad alta densità chiamati Superdrive, facendo finalmente in modo che i floppy formattati su PC venissero letti e scritti anche sulle sue macchine, senza abbandonare però il suo standard proprietario di formattazione, che rendeva impossibile l'inverso, ovvero leggere e scrivere i dischi formattati Macintosh su una piattaforma PC-DOS o PC-Windows.

### Il Commodore 128

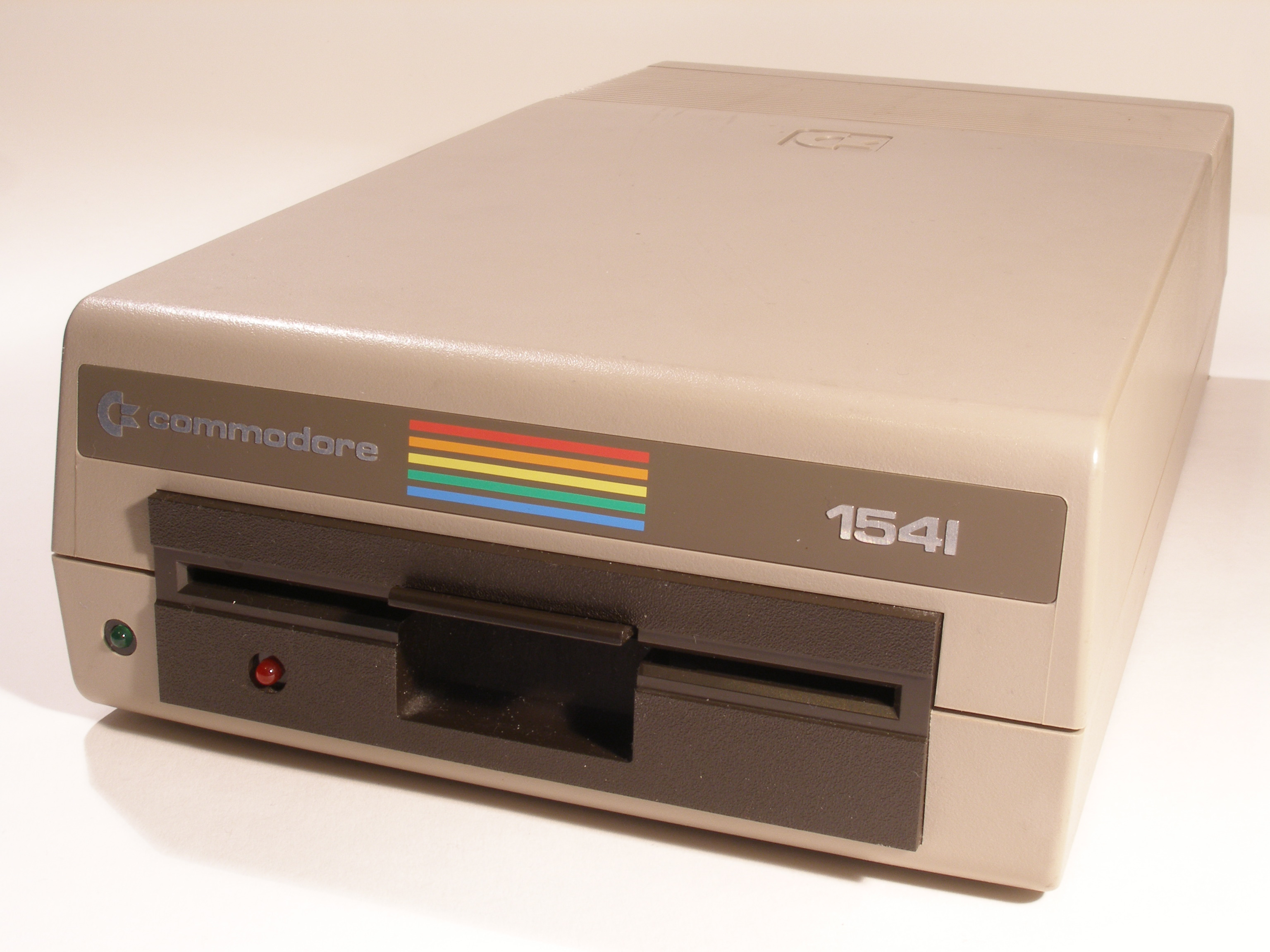
Floppy disk drive Commodore 1541

Il Commodore 128 usava un floppy speciale da 3½ pollici con capacità di 800 kB attraverso il disk drive 1581 (compatibile con tutte le macchine ad 8 bit basate su serial bus CBM). Commodore di fatto iniziò la sua tradizione in fatto di formati speciali di dischi floppy con l'unità disco da 5¼ pollici installata sui PET/CBM, VIC-20 e C64 destinati all'utenza casalinga, come il drive 1540 ed il più conosciuto drive 1541 usato sulle ultime due macchine. Questi floppy disk drive usavano un formato di codifica sviluppato all'interno della Commodore stessa e chiamato Group Code Recording, basato su 4 differenti velocità in base alla posizione della traccia.
Alla fine, comunque, Commodore dovette cedere al formato standard dei floppy e produsse i suoi ultimi drive da 5¼ pollici, il 1570 ed il 1571, compatibili con lo schema MFM, per permettere al C128 di lavorare con dischi CP/M di altri venditori. Equipaggiato con uno di questi drive, il C128 era in grado di accedere ai supporti del C64 e CP/M, a seconda dell'esigenza, così come ai floppy MS-DOS (usando software di terze parti), questa caratteristica era cruciale per alcuni lavori d'ufficio. Un tipico uso poteva essere quello di copiare file di testo da supporti MS-DOS da qualche macchina sul luogo di lavoro per poi portarli a casa per editarli su un C128.

### Il Commodore Amiga
L'AmigaOS, utilizzato dai computer Commodore Amiga, era in grado di pilotare il motore dei dischi in ogni sua componente, ottimizzare salti di settore. Il Chip Custom Amiga chiamato Paula si occupava della gestione dell'input-output di qualsiasi periferica, anche di quella floppy. Ciò consentiva di leggere e scrivere i dischi in modo più flessibile ed innovativo rispetto ad un disco standard per PC IBM compatibile, la cui modalità di gestione di tali dischi è rimasta pressoché invariato nella sua implementazione iniziale e mai rinnovatasi completamente nella concezione e nell'hardware. L'incremento di performance nel file system Amiga, reso possibile attraverso un controllo personalizzato del floppy disk drive, permetteva di avere 11 (512 byte) settori per traccia invece dei 9 di solito standard sulle altre piattaforme; un totale di 880 kB su un disco a doppia densità (DD), e 1,76 MB su una unità ad alta densità (HD).
Paula era anche in grado di leggere sia dischi da 3,5 pollici che dischi da 5,25 pollici (se veniva collegato un drive per floppy con formato adeguato), e di poter leggere e scrivere dischi in formato IBM PC, Atari TOS, Macintosh, Commodore 64 ed altri ancora. Invece, quelli di Amiga (così come quelli dei primi Mac) erano illeggibili dai comuni PC.
Ulteriori metodi usati da sviluppatori esterni, non resi standard nell'OS ufficiale, ma assai usati da software house esterne (soprattutto come metodo improprio per realizzare floppy disk per videogiochi protetti da copia), erano ad esempio la scrittura di un'intera traccia alla volta e la rimozione di una generalmente inutilizzata intestazione chiamata "etichetta di settore", permettevano di avere 12 settori per traccia e quindi 960 KB su un FD standard DD o 1,87 MB su uno HD.
Questi metodi impropri, da sempre scoraggiati dalla casa madre Commodore, sono stati causa di numerose incompatibilità fra le nuove versioni del SO Amiga e il vecchio parco giochi, al rilascio dei modelli ECS e AGA, ed ingenerato problemi di confusione negli utenti Amiga non esperti, che avevano acquistato Amiga al solo scopo di utilizzarla come piattaforma ad uso ludico e di intrattenimento.
È importante far notare che il sistema operativo Amiga si occupava anche della codifica e decodifica MFM e GCR dei formati dei dischi, liberando il chip Paula da ulteriori compiti. Paula, infine, aveva anche un circuito che monitorava costantemente i cambiamenti di stato del drive e lo notificava all'AmigaOS. Questo permetteva all'Amiga di riconoscere immediatamente quando un floppy veniva inserito o rimosso. Ciò eliminava il bisogno dell'utente di rispondere con un click del mouse o con la pressione di un tasto alla richiesta del sistema, come avviene ancora tuttora nel mondo PC.

### Home PC Acorn Archimedes
Un'altra macchina che usava un formato simile di disco avanzato fu la britannica Acorn Archimedes, la quale poteva memorizzare 1,6 MB su una unità HD da 3½ pollici. Questa macchina era anche in grado di leggere e scrivere formati di floppy provenienti da altre macchine, per esempio degli ATARI ST e dai PC IBM. I dischi dell'Amiga non potevano essere letti perché usavano una dimensione di settore non-standard e indicatori di salto settore non usuali.

### Caricatori automatici
IBM sviluppò, e molte compagnie copiarono, un meccanismo di auto caricamento che permetteva l'inserimento di una pila di floppy (uno alla volta) all'interno del drive. Questi erano sistemi molto ingombranti, che soffrivano di problemi frequenti di arresto e bloccaggio dei dischi, ma comunque rappresentavano una risposta parziale alle ripetute e sempre maggiori necessità di immagazzinamento dei dati. Il floppy da 5,25 pollici e quello da 3,5 resero questa tecnologia più comoda da utilizzare e questo consentì un suo perfezionamento.

## Funzionamento
I dati, nei floppy, erano memorizzati su un sottile disco flessibile all'interno dell'involucro, in formato binario e in maniera persistente, grazie a un processo di magnetizzazione. In generale, i dati erano scritti su una serie di settori (blocchi angolari del disco) e su tracce (cerchi concentrici a raggio costante). Per esempio, i modelli HD da 3½ pollici usavano 512 byte per settore, 18 settori per traccia, 80 tracce per lato e 2 lati, per un totale di 1 474 560 byte per disco. Alcuni controller di disco variavano questi parametri su richiesta dell'utente, incrementando la capacità del disco, sebbene i dischi con configurazioni diverse non erano leggibili su macchine con diversi tipi di controller; per esempio, le applicazioni Microsoft erano spesso distribuite su unità che usavano il formato di distribuzione Microsoft, una modifica che permetteva di memorizzare 1,68 MB su un floppy da 3½ pollici formattandolo con 21 settori invece che 18; questi dischi venivano comunque riconosciuti correttamente dai controller standard. Sui PC IBM, gli MSX, gli Atari ST, gli Amstrad CPC e molte altre piattaforme, i dischi erano scritti usando una velocità angolare costante (CAV) – capacità a settore costante. Ciò significa che il disco gira a velocità costante e i settori sul disco contengono la stessa quantità di informazioni indipendentemente dalla locazione radiale.
Questa, comunque, non è la modalità più efficiente per utilizzare la superficie del disco, anche con i drive elettronici disponibili, poiché i settori hanno una dimensione angolare costante: i 512 byte in ogni settore sono immagazzinati in una lunghezza più piccola vicino al centro del disco che vicino al bordo. Una tecnica migliore potrebbe essere quella di aumentare il numero di settori per traccia verso i bordi più esterni del disco, da 18 a 30 per istanza, mantenendo costante la quantità di spazio fisico usato per memorizzare ogni settore di 512 byte. Apple implementò questa soluzione nei primi computer Macintosh, facendo girare il disco più lentamente quando la testina si trovava verso i bordi del disco e mantenendo il rapporto dei dati invariato, consentendo di memorizzare 400 kB per lato e aumentando tale quantità di 80 kB per diskette doppio lato. Questa capacità migliore si ottiene con un grave svantaggio: il formato richiede uno speciale meccanismo di lettura e uno speciale controllo elettronico, non usati da altri produttori: ciò significa che i floppy Mac non potevano essere letti su altri computer. Apple abbandonò poi il formato e iniziò ad usare i floppy standard HD. A partire dalla metà degli anni 2000 le unità fisse sono raramente incluse nei personal computer sul mercato, sono state commercializzate unità floppy portabili con interfaccia USB in modo da poter ancora utilizzare i vecchi dischetti o almeno copiarne i contenuti.

## Svantaggi
Il drive solitamente ha un pulsante che, premuto, fa scattare fuori il disco. Il fatto che il disco venga espulso meccanicamente può portare ad errori di lettura o a perdita dei dati contenuti nel floppy, se effettuata accidentalmente durante un'operazione di scrittura. Un'eccezione è costituita dai drive dell'Apple Macintosh, nei quali l'espulsione del disco è comandata dal sistema operativo e ottenuta per mezzo di un motore quando l'utente attiva il comando di espulsione.
Uno dei principali problemi di utilizzo dei floppy disk risiede nella loro vulnerabilità. Sebbene sia protetto da una custodia in plastica, il disco rimane comunque altamente sensibile alla polvere, alla condensazione e alle temperature estreme. Così come ogni altra unità di memorizzazione magnetica, è anche vulnerabile ai campi magnetici. Floppy vuoti sono di solito distribuiti con un estensivo assortimento di avvertenze, che avvisano l'utente di non esporre il floppy a condizioni che potrebbero rovinarlo.
Dall'altro lato, il floppy da 3½ pollici fu lodato per il suo funzionamento meccanico dall'ingegnere e designer Donald Norman:
(Donald Norman, The Design of Everyday Things, capitolo 1)

### Compatibilità
Le diverse misure fisiche dei floppy sono incompatibili, e ogni disco può essere introdotto solo in un drive di dimensione corretta. Nel periodo di transizione fra i due formati, esistevano dei drive che accettavano entrambe le misure, 3½ e 5¼ pollici, che avevano due fessure, una per ogni formato.
Tuttora permangono incompatibilità fra ogni standard di formattazione. Ad esempio i computer Apple Macintosh possono leggere, scrivere e formattare supporti IBM PC da 3½ pollici, purché il software appropriato sia installato, mentre è impossibile fare l'inverso sui computer IBM compatibili basati su DOS o Windows, perlomeno senza ricorrere a software di terze parti.
All'interno del mondo dei computer IBM-compatibili, le tre densità per i 3½ pollici sono parzialmente compatibili. Drive ad alta densità sono costruiti per leggere, scrivere ed anche formattare media con densità minori senza problemi.
È possibile formattarne uno vergine ad una densità minore di quella nominale senza particolari problemi. Non è invece consigliabile farlo con un disco già formattato ad alta densità: a causa della diversa intensità del campo magnetico utilizzato le vecchie tracce potrebbero non venire completamente cancellate e potrebbero portare a errori di lettura.
La situazione era anche più complessa con i modelli da 5¼. Il traferro della testina di un drive con capacità di 1,2 MB è più piccolo rispetto a quello con capacità di 360 kB, ma formatta, legge e scrive unità da 360 kB con apparente successo. Un floppy vuoto da 360 kB formattato e scritto su un drive con capacità da 1,2 MB può essere usato su un drive da 360 kB senza problemi, in maniera del tutto simile un floppy formattato su un drive con capacità di 360 kB può essere usato su un drive con capacità di 1,2 MB, mentre un disco scritto con un drive da 360 kB e aggiornato con un drive da 1,2 MB diventa permanentemente illeggibile su drive da 360 kB, ciò è dovuto all'incompatibilità della larghezza delle tracce.

### Capacità e velocità massima
Non è facile far fronte alle sempre maggiori dimensioni dei dati, ci sono molti fattori coinvolti nella soluzione di questo problema, partendo dal particolare formato dei floppy usati. Le differenze tra i vari formati e metodi di codifica possono avere influenza sulla capacità di memorizzazione passando da 720 kB o fino a 2,88 MB o sempre di più su un floppy standard da 3½ pollici che permette ai disk drive standard di formattare dischi a 1,62, 1,68 o 1,72 MB, sebbene la lettura di questi su un'altra macchina possa presentare qualche problema. Queste tecniche necessitano di una più rigorosa precisione della geometria della testina del drive tra vari tipi di drive; questo non è sempre possibile e non si può fare affidamento su questa particolare caratteristica. Il drive LS-240 supporta un (raramente usato) floppy HD standard da 3½ pollici con capacità di 32 MB — è comunque, una tecnica ad unica scrittura, e non può essere usato nella modalità lettura/scrittura. Tutti i dati devono essere letti, cambiati se necessario e riscritti sul disco, ed è richiesto un drive LS-240 per leggerli.
Qualche volta comunque, i produttori forniscono una cifra della capacità del disco non formattato, la quale è approssimativamente 2,0 MB per un floppy HD standard da 3½ pollici, e questo può denotare che la densità dei dati non può (o non potrebbe) superare una certa soglia. Esistono comunque speciali strumenti hardware/software, quali il CatWeasel controller per floppy disk e software, che permettono di raggiungere 2,23 MB di capacità in dischi HD formattati. Questi formati non sono standard, difficili da leggere in altri drive e forse anche con gli stessi drive col passare del tempo, e sono probabilmente non troppo affidabili. È probabilmente vero che i floppy disk possono contenere una capacità extra del 10–20% rispetto al loro valore nominale, ma questo a spese dell'affidabilità o della complessità dell'hardware.
I drive di dischi HD da 3½ pollici hanno tipicamente una velocità di trasferimento di 500 kilobaud. Mentre questa velocità non può essere facilmente modificata, nel complesso le prestazioni possono essere incrementate ottimizzando i tempi di accesso al dispositivo, diminuendo alcuni ritardi del BIOS (specialmente su PC IBM e PC IBM compatibili), e cambiando il parametro dello spostamento di settore del disco, il quale rappresenta il numero di settori che sono saltati dalla testina del drive quando si muove sulla traccia successiva.
Questo accade perché i settori non sono scritti esattamente in modo sequenziale ma in modo sparso sul disco, e ciò introduce ulteriore ritardo. Macchine vecchie e vecchi controller possono prendere vantaggio da questi ritardi per far fronte al trasferimento dei dati dal disco senza dovere in realtà fermarlo.
Tramite il cambiamento di questo parametro, l'attuale ordine del settore potrebbe diventare più adeguato alla velocità della macchina. Per esempio, un floppy disk formato IBM da 1,4 MB formattato con uno rapporto di spostamento di settore di 3:2 ha un tempo di lettura sequenziale (leggendo tutto il disco in una sola volta) di circa un minuto, contro un minuto e venti secondi o più di un normale FD formattato. È interessante notare che quelli formattati speciali sono molto — se non completamente — compatibili con tutti i controller standard ed i BIOS, e generalmente non richiedono software aggiuntivo per i dispositivi, il BIOS generalmente si "adatta" bene con questi formati leggermente modificati.

## Emulazione

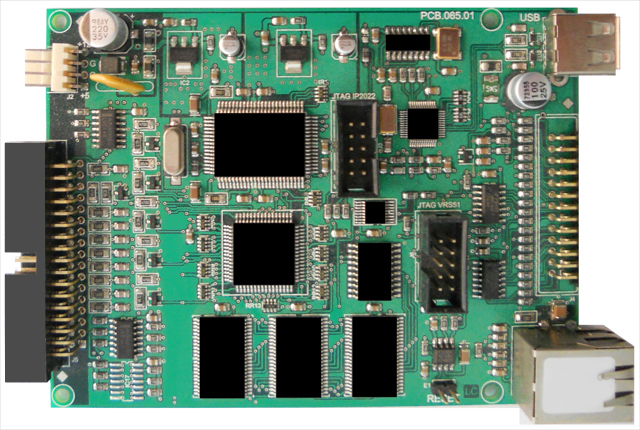
Un emulatore hardware, le dimensioni sono quelle di un drive da 3½

In alcuni settori (specialmente quello industriale) sono ancora numerosi i PC, i macchinari e i robot industriali privi di una interfaccia di caricamento dati moderna (USB, connessioni di rete, ecc.). Il caricamento dei programmi indispensabili al loro funzionamento avviene ancora per mezzo di floppy disk, particolarmente usurati dagli ambienti di lavoro in cui operano. La sostituzione di queste macchine "datate" spesso non è possibile a causa del costo elevato e/o dell'impossibilità di interrompere la linea di produzione per riscrivere tutti i programmi di automazione. In molti casi il floppy deve essere ancora utilizzato almeno per eseguire periodicamente la copia dei programmi macchina in modo poi da riversarli sui server o altri archivi in rete.
Nacque l'esigenza di emulare i floppy senza poter però utilizzare i vari strumenti di emulazione software e virtualizzazione già esistenti:
- a causa dell'assenza di un sistema operativo
- per la presenza di un sistema operativo ad hoc

L'emulatore hardware di floppy disk era dotato di due interfacce:
- una posteriore che dialoghi con il floppy disk controller (interfaccia floppy)
- una frontale che dialoghi con l'utente e permetta il caricamento dei dati con USB, connessioni di rete, ecc.

## Nella cultura di massa

Floppy stilizzato, usato come icona per simboleggiare il salvataggio dei dati

Per alcuni decenni, il floppy disk fu il dispositivo di memorizzazione esterna più usato, prima della comparsa delle memorie USB. In ambienti non in rete, i floppy furono il mezzo primario di trasferimento di dati tra computer. A differenza dei dischi rigidi, i floppy erano facilmente maneggiabili e riconoscibili anche da parte di chi aveva poca dimestichezza con l'informatica; per tutti questi fattori, l'immagine del floppy disk divenne una metafora o scheumorfismo per il salvataggio di dati. Il simbolo del floppy è usato nelle icone o in altri elementi dell'interfaccia grafica di programmi e siti web per simboleggiare il salvataggio dei dati, anche attualmente, sebbene i floppy disk non siano più usati fisicamente come supporti di salvataggio dati.